# Нумизматика и сфрагистика
Нумизматика и сфрагистика — научное непериодическое издание Института археологии АН УССР.
В 1963 году Институт археологии АН УССР начал выпуск сборника «Нумизматика и сфрагистика». Всего было издано 5 выпусков:
- Выпуск # 1 (1963),
- Выпуск # 2 (1965),
- Выпуск # 3 (1968),
- Выпуск # 4 (1971),
- Выпуск # 5 (последний, 1974).

Печатался в издательстве «Наукова думка» в Киеве. Объём около 200 страниц.
Сборники были посвящены вопросам денежного обращения и монетного производства на территории Украины.
В «Нумизматике и сфрагистике» помещались исследования по античной, западноевропейской, древнерусской, средневековой украинской и российской нумизматике (монеты скифского царя Атея.; монеты киевского князя Владимира Ольгердовича (Н. Котляр), а также сфрагистики (печати Феофано, жены Тмутараканского князя Олега Святославича (В.Янин и др.).
Публиковались описания кладов и топография найденных монет (П.Карышковский, В.Рябцевич). Существовал раздел «Критика и библиография».
Ответственный редактор — канд. ист. наук В. А. Анохин.